# Zimbabwe nos Jogos Paralímpicos de Verão de 2004
Zimbabwe participou dos Jogos Paralímpicos de Verão de 2004, que foram realizados na cidade de Atenas, na Grécia, entre os dias 17 e 28 de setembro de 2004.
A nação conquista a medalha de ouro nesta edição das Paralimpíadas.